# 911 (teléfono)

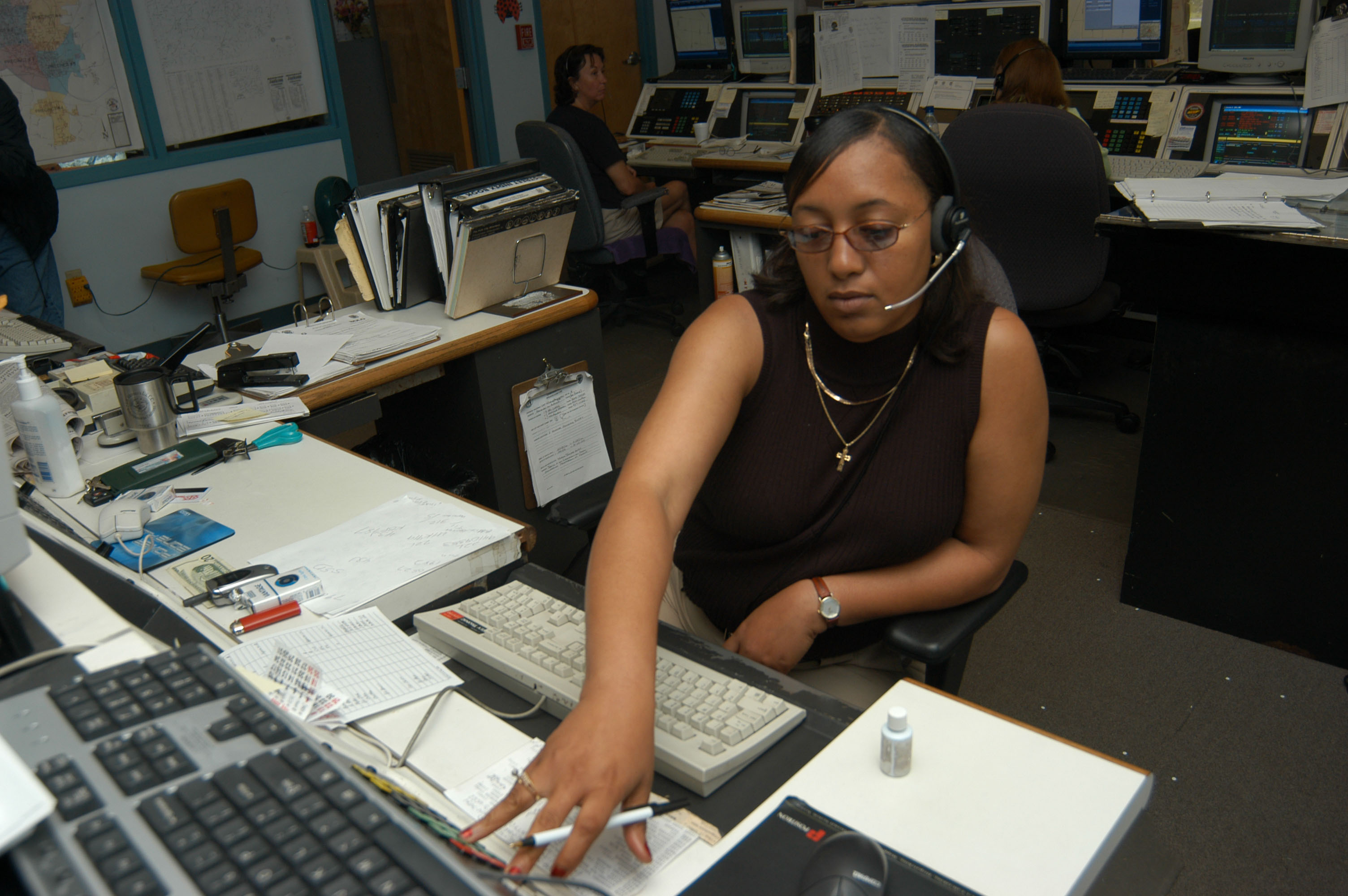
Operadora trabajando en el sistema de llamadas de emergencia 911 en Jackson (Tennessee).

El 911 es el número de teléfono de emergencia para el Plan de Numeración Norteamericano (North American Numbering Plan en inglés; NANP). Es uno de ocho códigos N11. Este número fue creado en 1963 y su uso está reservado exclusivamente para verdaderas urgencias; utilizarlo para difundir bulos o realizar pitanzas (bromas telefónicas) puede ser constitutivo de delito.
El número es usado por varios países de América como Argentina, Bolivia, Canadá, Chile, Costa Rica, El Salvador , Honduras, Ecuador, Estados Unidos, Panamá, Paraguay, Puerto Rico, República Dominicana, Uruguay, Venezuela y  México, recientemente, reemplazando al 066 aunque aún se puede llamar a emergencias con este número esto en apoyo a autoridades locales que aun tienen números de emergencia similares o distintos al 911.
El 112 es el número de emergencia que se usa en la Unión Europea, Suiza , entre otros. En los Estados Unidos, algunas empresas telefónicas, como AT&T, conectan automáticamente el número 112 al 9-1-1. Al igual en Europa, algunas compañías telefónicas conectan automáticamente el 9-1-1 al 112 
El 119 es el número de emergencia usado en ciertos países de Asia.

## Enhanced 9-1-1
En todas las jurisdicciones norteamericanas, normas legales especiales permiten que el operador obtenga de manera automática la ubicación física de la persona que está llamando al 9-1-1. En las líneas metropolitanas esa información se obtiene a partir de la base de datos Identificación Automática de Ubicación (o también Master Street Adress Guide): dichos datos son mantenidos por las compañías telefónicas, con los nombres exactos de las calles y sus números asociadas a las líneas.
En el caso de los teléfonos, el proceso de localización es más complicado, ya que entonces se intenta ubicarlo mediante la red celular o sirviéndose del GPS del teléfono mismo. El primero es Wireless Phase One (WPH1) y el segundo Wireless Phase Two (WPH2)